# Ayo Akinola
Ayomide Bamidele „Ayo” Akinola (ur. 20 stycznia 2000 w Detroit) – kanadyjski piłkarz pochodzenia nigeryjskiego z obywatelstwem amerykańskim występujący na pozycji napastnika, reprezentant Kanady i były reprezentant Stanów Zjednoczonych, od 2024 roku zawodnik szwajcarskiego FC Wil.
Jego rodzice pochodzą z Nigerii. Urodził się w Stanach Zjednoczonych, jednak jeszcze przed ukończeniem pierwszego roku życia przeprowadził się do Kanady. W 2021 roku zrezygnował z dalszych występów w reprezentacji Stanów Zjednoczonych i rozpoczął grę w reprezentacji Kanady.